# Kristofer Uppdal
Kristofer Oliver Uppdal (Beitstad, 19 de fevereiro de 1878 — Oppdal, 26 de dezembro de 1961) nascido em Opdal, foi um poeta e escritor norueguês, nascido em Beitstad, Nord-Trøndelag.

## Vida
Quando menino, Uppdal trabalhou como pastor e, mais tarde, como mineiro e operário de construção. Em 1907 ele começou a trabalhar para a Norsk Hydro, e veio para a fábrica deles em Rjukan em 1910-1911. Em 1905, ele estreou com Ung sorg (Tristeza jovem) e Kvæde (Canções), coleções de poesia, seguido por Sollaug em 1908, e Villfuglar (Pássaros selvagens) em 1909.
Com a coleção de contos Ved Akerselva (Junto ao rio Aker) em 1910, Uppdal apresentou sua série épica de dez volumes de romances, Dansen gjenom skuggeheimen (A Dança através da Terra das Sombras). Aqui estão listados os volumes separados na ordem que o próprio Uppdal posteriormente designou e explicou no prefácio de Herdsla, junto com o ano de publicação:
- (1919) Stigeren (o capataz dos mineiros)
- (1912/1922) Trolldom i lufta (Bruxaria no ar)
- (1923) Vandringa (The Wander) [uma revisão de Ved Akerselva ]
- (1920) Kongen (O Rei)
- (1911/1921) Dansen gjenom skuggeheimen (A Dança pela Terra das Sombras)
- (1921) Domkyrkjebyggaren (O Construtor de Catedral)
- (1922) I skiftet (Na mudança)
- (1914/1923) Røysingfolket (O Povo Røysing)
- (1924) Fjelskjeringa (The Mountain Trench)
- (1924) Herdsla (The Toughening)

Uppdal parece ter decidido unir as histórias em retrospecto, conforme delineou o plano no último volume, Herdsla, e assim revisou e republicou os três primeiros volumes publicados para que se encaixassem no quebra-cabeça. Sua intenção, por suas próprias declarações, era descrever o alvorecer da classe trabalhadora, sua separação de suas origens (o campesinato ), a proletarização e, finalmente, o operário moderno e o movimento operário. Ao mesmo tempo, Uppdal alegou que não era um "poeta proletário"; seu objetivo principal era descrever o ser humano.
Dois dos volumes foram republicados em edições revisadas na década de 1950, nas quais Uppdal (além de expandir consideravelmente a narrativa e enfatizar a agenda política) mudou a linguagem usada para uma forma mais arcaica e dialetal. Essas edições não foram aclamadas, e as edições posteriores da série nas décadas de 1970 e 1985-91 foram feitas nas edições de 1919-24.
Uppdal também foi um importante poeta lírico. Ele reuniu sua melhor poesia da juventude e da idade adulta em Elskhug (Love) em 1919, e Altarelden (The Altar Fire) em 1920. De sua poesia, Johs. A. Dale escreveu que "Tem uma força primitiva e uma auto-afirmação masculina, e é marcado pelo sofrimento e conflito da alma." Uppdal finalmente recebeu uma pensão de poeta do estado em 1939, talvez devido aos longos períodos de dificuldades financeiras.
Quando confrontado com sua prosa difícil e questionado se tinha planos de tornar seus romances mais amigáveis ao público, ele respondeu: "Eu não dou a mínima para o público! Não dê a mínima para o que os outros diz, seja você mesmo, mesmo que isso o leve diretamente para o inferno".

## Trabalhos importantes

### Romances
- 1911–1924 – Dansen gjenom skuggeheimen (10 volumes)
  - Stigeren, 1919
  - Trolldom i lufta, 1912
  - Vandringa, 1923
  - Kongen, 1920
  - Dansen gjenom skuggeheimen, 1911
  - Domkyrkjebyggjaren
  - I skiftet, 1922
  - Røysingfolke, 1914
  - Fjellskjeringa, 1924
  - Herdsla, 1924

### Coleções de poesia
- 1905 – Kvæde
- 1905 – Ung sorg - Jovem luto
- 1908 – Sol-laug
- 1909 – Vill-fuglar - Aves Selvagens
- 1918 – Solbløding - Sol sangrando
- 1919 – Elskhug - Amor
- 1920 – Altarelden - Fogo no altar
- 1947 – Kulten - Cultos

### Ensaios, aforismos e coisas do gênero
- 1917 – Uversskyer - Céu Encoberto
- 1918 – Andedrag - Respiração
- 1925 – Jotunbrunnen

## Literatura
- Eggen, A. (1980). «Kristofer Uppdal som nyskapar i nordisk lyrikk», Profil, nr 3, s. 65-69.
- Vassenden, E. (1996). Om dikt og lesning : Kristofer Uppdals Isberget, [E. Vassenden], Bergen.
- Ystad, V. (1974). «Kosmiske perspektiver i Uppdals lyrikk», Universitetet i Oslo, Oslo.
- Ystad, V. (1970). «Den kosmiske visjon i Kristofer Uppdals lyrikk», Edda, B.70, s. 223-247
- Digitaliserte bøker om Uppdal hos Nasjonalbiblioteket.